# 丁士良
丁士良（1817年2月26日—1865年9月20日），本名士淳，字師陳，一字性存，別號筱坡。江蘇蘇州府元和縣人，府庠附貢出身。歷官金壇縣訓導、鄰水縣知縣。

## 生平
- 道光二十二年七月，捐輸海疆經費，以復設訓導儘先選用[4]
- 道光二十八年四月，捐輸經費，以候選訓導不論雙單月遇缺即選，俟服闋後開選[5]
- 道光二十九年正月，捐輸經費，著歸新班，俟服闋後遇缺前先選[6]
- 咸豐中任金壇縣訓導，保衞城池[7][8]
- 咸豐六年十月，以金壇解圍尤為出力，著以知縣在任候選試用[9]
- 咸豐八年三月補授[10]，九年（1859年）任鄰水縣知縣。工書法，舉止雍容，有純儒氣象，興三費，士民德之[11]，咸豐十年丁憂歸
- 咸豐十一年七月，避諱改名丁士良
- 同治四年乙丑八月一日卒於家，年四十九[12][13][14]。